# Konjska griva
Konjska griva (znanstveno ime Eupatorium cannabinum) je do 150 cm visoka rastlina z visokim, pokončnim in rdečkastim steblom, ki je v zgornjem delu latasto razrasel ter bujno olistan. Listi so nasprotni, dlanasti in od tri- do sedemdelni. Posamični listi so suličaste oblike z grobo nažaganim robom, spominjajo na liste konoplje. Kraj stebla se nahajajo češulje cvetnih koškov z dolžino približno pol centimetra, valjaste oblike ter od bakreno rdeče do umazano rožnate barve. 

## Rastišče in razširjenost
Konjsko grivo lahko vidimo predvsem po vlažnih krajih, od nižin pa do višav. Raste po nabrežjih, ob jarkih, po jasah,v svetlih gozdovih.

## Rastlinske učinkovine
Vsebuje eterično olje, glikozid evpatorin, flavonoide, grenke snovi, različne sladkorje, polisaharide, smole, čreslovine, razne organske kisline, sluzi, ipd.

## Podvrste
- Eupatorium cannabinum L. subsp. cannabinum
- Eupatorium cannabinum L. subsp. corsicum (Req. ex Loisel.) P.Fourn.